# Ernst Midtgaard
Ernst Midtgaard (født 23. november 1944, død 17. september 2018) var en dansk jurist, der fra 1988 til 2005 var ordførende direktør for Arbejdernes Landsbank.
Ernst Midtgaard var uddannet cand.jur. fra Aarhus Universitet.
Han begyndte i Arbejdernes Landsbank i 1979 som chef for bankens kreditkontor. I 1983 blev han underdirektør, i 1987 direktør og i 1988 ordførende direktør. Han forblev på posten til 2005, hvor han han afløstes af Gert R. Jonassen. 
Ernst Midtgaard var desuden bestyrelsesmedlem i en række organisationer og virksomheder, eksempelvis Finansrådet, Det Kooperative Fællesforbund, BankInvest og LR Realkredit, ligesom han var rådsmedlem i Arbejderbevægelsens Erhvervsråd.